# Cacic olivaci
El cacic olivaci (Psarocolius atrovirens) és un ocell de la família dels ictèrids (Icteridae).

## Hàbitat i distribució
Habita la selva pluvial dels Andes, del sud-est del Perú i el centre de Bolívia.